# Danny Pieters
Danny Pieters, né le 13 octobre 1956 à Uccle, est un juge et un homme politique belge.
Professeur de droit, il s'engage en politique afin de défendre la cause du nationalisme flamand. Il fait partie notamment des fondateurs de la Nieuw-Vlaamse Alliantie (N-VA). 
Il est président du Sénat de Belgique du 20 juillet 2010 au 11 octobre 2011. Après avoir quitté la vie politique en 2013, il se consacre de nouveau à l'enseignement. Il est juge à la Cour constitutionnelle depuis 2021.

## Biographie
Le 15 février 1985, il obtient son doctorat en droit après avoir défendu sa thèse intitulée Sociale grondrechten op prestaties in de grondwetten van de lidstaten van de Europese Gemeenschap (Droits sociaux fondamentaux aux prestations dans les constitutions des États membres de la Communauté européenne), récompensée par le prix Émile Bernheim, qui est décerné une fois tous les quatre ans.
De 1986 à 1992, il est professeur extraordinaire de droit néerlandais de la sécurité sociale, de droit comparé et de droit européen à l'université de Tilburg. Jusqu'en octobre 1989, il officie aussi comme chargé de cours principal à la faculté de droit de cette même université. De 1988 à 2000, il travaille comme directeur du programme « La sécurité sociale en Europe » dans le cadre d'ERASMUS et de TEMPUS.
Il est attaché à la faculté de droit de la KU Leuven depuis 1988 et y est professeur ordinaire depuis 1996.
De 1992 à 1999, il est professeur ordinaire en droit de la sécurité sociale à l'Université catholique flamande de Bruxelles (K.U.Brussel).
De 1991 à 1999, il est membre du comité de surveillance de la Banque-carrefour de la Sécurite sociale et membre de la Commission de la protection de la vie privée.
Depuis 1993, il dirige le centre de recherche « Droit du travail et droit de la sécurité sociale » à le KU Leuven, l'université de Louvain. Ce centre de recherche participe à divers projets de recherche pour les administrations belges, néerlandaises et européennes, et collabore à divers projets mis en place dans plusieurs pays de l'Europe centrale et orientale.
Depuis 1994, il est secrétaire général de l’European Institute of Social Security, une organisation scientifique d'envergure internationale comptant 400 membres et divisée en 18 secteurs nationaux.
De 1996 à 1999, il est membre du conseil de surveillance du Max-Planck-Institut für ausländisches und internationales Sozialrecht à Munich.
Depuis 1998, il est le directeur du programme de master European Social Security de la KU Leuven.
En sa qualité de député fédéral, il est membre suppléant de la Convention sur l'avenir de l'Europe de 2002 à 2003. De 2003 à 2005, il est coordinateur du service « Administration des étudiants » de la KU Leuven.
Depuis 2009, il dirige des programmes anglophones à la faculté de droit de la KU Leuven.
Depuis 2010, il est président du conseil d'administration du Vlaamse Dienst voor Arbeidsbemiddeling en Beroepsopleiding (VDAB).
En 2009, il publie aux éditions Pelckmans un livre intitulé Onze sociale zekerheid: anders en beter, qui a été présenté à la Chambre des représentants par Guy Peeters, secrétaire général des Mutualités socialistes flamandes.
Pendant ses études à Leuven, Danny Pieters était membre du Katholiek Studentencorps te Brussel, qui fait partie du Katholiek Vlaams Hoogstudentenverbond, tandis que pendant ses études à Cologne, il a été membre de la K.D.St.V. Rheinland Köln, qui relève du Cartellverband der katholischen deutschen Studentenverbindungen.
Il s'est vu décerner le titre de Mejor juslaboralista internacional del año 2000 par l'association asturienne des experts en droit social.
Depuis 2005, il est membre de l’Academia Europaea.

## Carrière politique
De 1999 à 2003, il est député fédéral pour la Volksunie. En tant que membre du « groupe des quatre » (Geert Bourgeois, Frieda Brepoels, Danny Pieters et Karel Van Hoorebeke), il vote contre l'accord du Lambermont. Quand la Volksunie éclate, il devient l'un des membres fondateurs de la Nieuw-Vlaamse Alliantie (N-VA).
Il se présente comme deuxième suppléant sur la liste de la N-VA pour les élections européennes du 7 juin 2009.
Lors des élections fédérales du 13 juin 2010, il est cinquième candidat effectif sur la liste de la N-VA pour le Sénat. Il est élu sénateur avec plus de 40 000 voix de préférence.
Lors de la séance plénière du 20 juillet 2010, il est élu président du Sénat de Belgique. C'est la première fois dans l'histoire de la Belgique que cette fonction est remplie par un nationaliste flamand.
Le 4 septembre 2010, le Roi Albert II confie conjointement au président du Sénat, Danny Pieters (N-VA), et au président de la Chambre des représentants, André Flahaut (PS), une mission de conciliation en vue de sortir les négociations gouvernementales de l'impasse.
Il démissionne de la présidence du Sénat le 11 octobre 2011.  Il quitte le Sénat en juillet 2013.